# Radim Wozniak
Radim Wozniak (29 gennaio 1978) è un allenatore di calcio ed ex calciatore ceco, di ruolo difensore, tecnico dell'1.BFK Frydlant nad Ostravici.

## Carriera

### Club

#### Hradec Králové
Fa la sua ultima presenza nel Hradec Králové il 21 maggio 2011 nella vittoria casalinga per 1-0 contro lo Slovan Liberec.

## Statistiche

### Presenze e reti nei club
Statistiche aggiornate al 21 maggio 2011.
| Stagione                     | Squadra                      | Campionato                   | Campionato | Campionato | Coppe nazionali | Coppe nazionali | Coppe nazionali | Coppe continentali | Coppe continentali | Coppe continentali | Altre coppe | Altre coppe | Altre coppe | Totale | Totale |
| Stagione                     | Squadra                      | Comp                         | Pres       | Reti       | Comp            | Pres            | Reti            | Comp               | Pres               | Reti               | Comp        | Pres        | Reti        | Pres   | Reti   |
| ---------------------------- | ---------------------------- | ---------------------------- | ---------- | ---------- | --------------- | --------------- | --------------- | ------------------ | ------------------ | ------------------ | ----------- | ----------- | ----------- | ------ | ------ |
| 1998-1999                    | Baník Ostrava                | GL                           | 2          | 0          | PČ              | ?               | ?               | -                  | -                  | -                  | -           | -           | -           | 2      | 0      |
| 1999-2000                    | Baník Ostrava                | GL                           | 11         | 0          | PČ              | ?               | ?               | -                  | -                  | -                  | -           | -           | -           | 11     | 0      |
| 2000-2001                    | Baník Ostrava                | GL                           | 9          | 0          | PČ              | ?               | ?               | -                  | -                  | -                  | -           | -           | -           | 9      | 0      |
| Totale Baník Ostrava         | Totale Baník Ostrava         | Totale Baník Ostrava         | 22         | 0          |                 | ?               | ?               |                    | -                  | -                  |             | -           | -           | 22     | 0      |
| 2001-2002                    | Dynamo České Budějovice      | GL                           | 23         | 1          | PČ              | ?               | ?               | -                  | -                  | -                  | -           | -           | -           | 23     | 1      |
| 2003-2004                    | Mladá Boleslav               | DL                           | 25         | 1          | PČ              | ?               | ?               | -                  | -                  | -                  | -           | -           | -           | 25     | 1      |
| 2004–2005                    | Mladá Boleslav               | GL                           | 8          | 0          | PČ              | ?               | ?               | -                  | -                  | -                  | -           | -           | -           | 8      | 0      |
| Totale Mladá Boleslav        | Totale Mladá Boleslav        | Totale Mladá Boleslav        | 33         | 1          |                 | ?               | ?               |                    | -                  | -                  |             | -           | -           | 33     | 1      |
| 2005-2006                    | Dukla Banská Bystrica        | SL                           | 25         | 0          | SP              | ?               | ?               | -                  | -                  | -                  | -           | -           | -           | 25     | 0      |
| 2006-2007                    | Dukla Banská Bystrica        | SP                           | 20         | 0          | SL              | ?               | ?               | -                  | -                  | -                  | -           | -           | -           | 20     | 0      |
| Totale Dukla Banská Bystrica | Totale Dukla Banská Bystrica | Totale Dukla Banská Bystrica | 45         | 0          |                 | ?               | ?               |                    | -                  | -                  |             | -           | -           | 45     | 0      |
| 2006–2007                    | Hradec Králové               | DL                           | 14         | 0          | PČ              | ?               | ?               | -                  | -                  | -                  | -           | -           | -           | 14     | 0      |
| 2007-2008                    | Hradec Králové               | DL                           | 28         | 0          | PČ              | ?               | ?               | -                  | -                  | -                  | -           | -           | -           | 28     | 0      |
| 2008-2009                    | Hradec Králové               | DL                           | 0          | 0          | PČ              | 0               | 0               | -                  | -                  | -                  | -           | -           | -           | 0      | 0      |
| 2009–2010                    | Hradec Králové               | DL                           | 0          | 0          | PČ              | 0               | 0               | -                  | -                  | -                  | -           | -           | -           | 0      | 0      |
| 2010–2011                    | Hradec Králové               | GL                           | 20         | 0          | PČ              | ?               | ?               | -                  | -                  | -                  | -           | -           | -           | 20     | 0      |
| Totale Hradec Králové        | Totale Hradec Králové        | Totale Hradec Králové        | 62         | 0          |                 | ?               | ?               |                    | -                  | -                  |             | -           | -           | 62     | 0      |
| 2011–2012                    | Frýdek-Místek                | Cfl                          | ?          | ?          | PČ              | ?               | ?               | -                  | -                  | -                  | -           | -           | -           | ?      | ?      |
| Totale carriera              | Totale carriera              | Totale carriera              | 160        | 1          |                 | ?               | ?               |                    | -                  | -                  |             | -           | -           | 160    | 1      |